# Сент-Винсент (город, Миннесота)
Сент-Винсент (англ. St. Vincent) — город в округе Китсон, штат Миннесота, США. На площади 3 км² (2,8 км² — суша, 0,2 км² — вода), согласно переписи 2002 года, проживают 117 человек. Плотность населения составляет 41,7 чел./км².
- Телефонный код города — 218%post%
- FIPS-код города — 27-58144[1]
- GNIS-идентификатор — 0651079[2]